# Mausoleum (Ziegelsdorf)

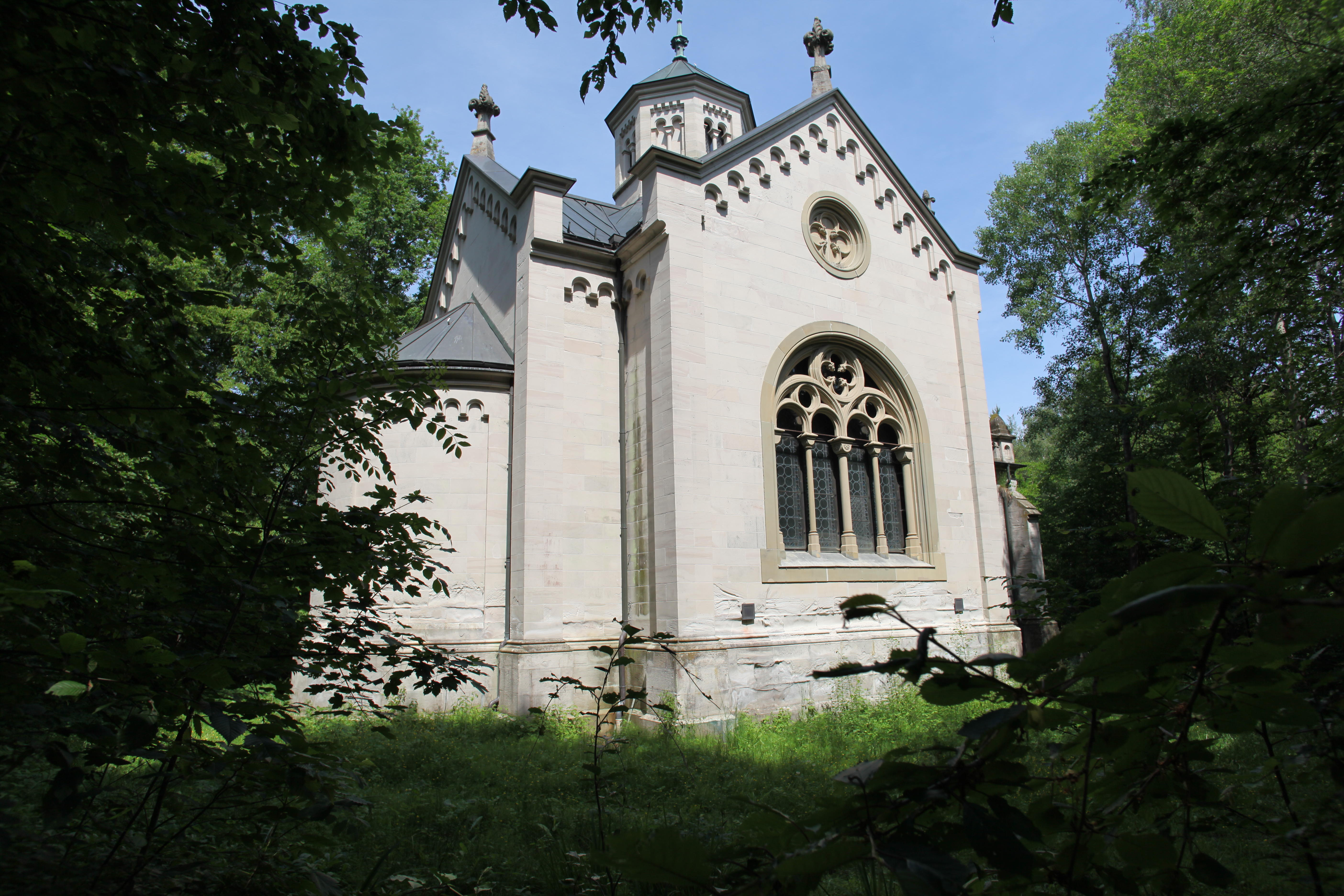
Ostfassade

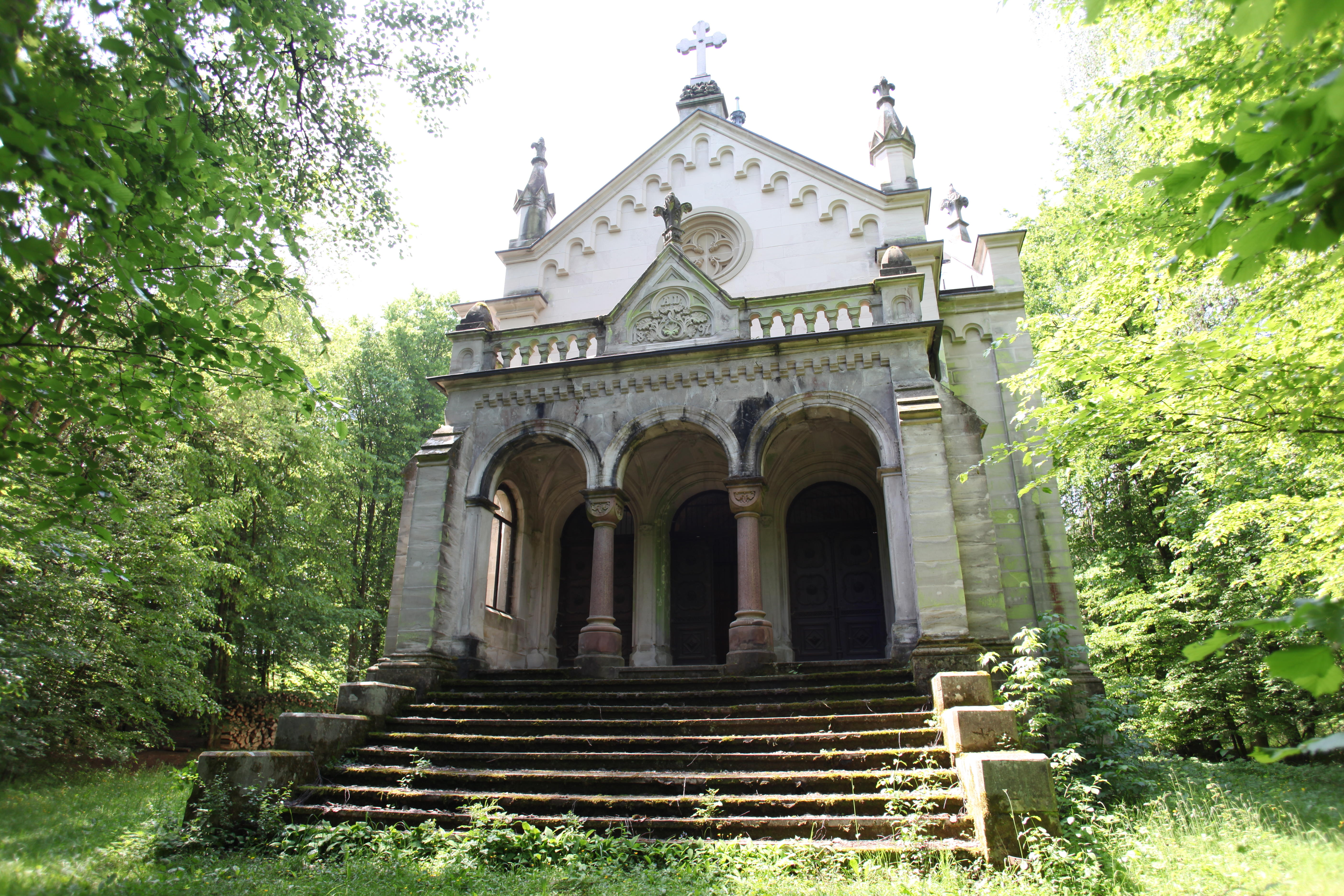
Zugang

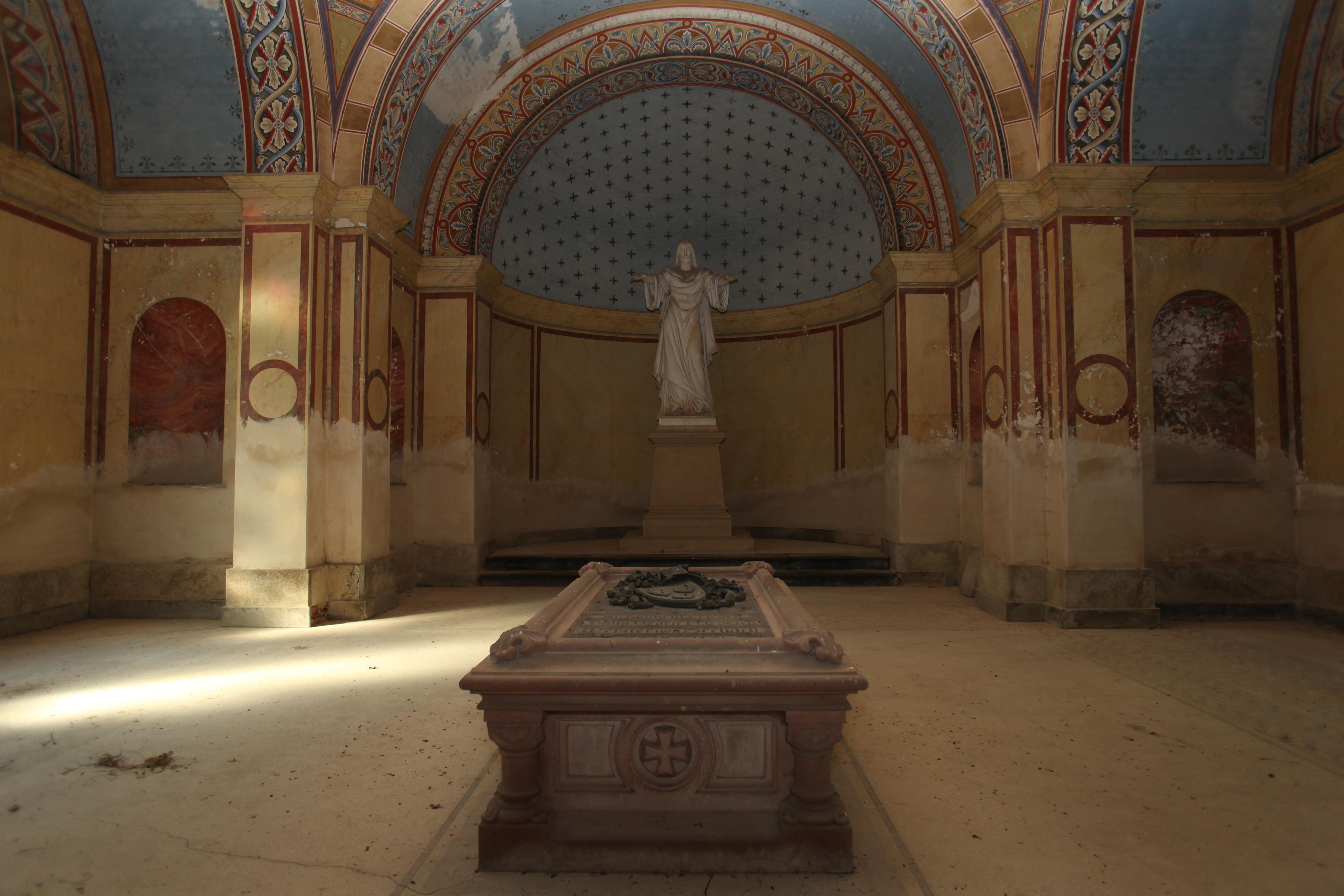
Sarkophag und Christusfigur

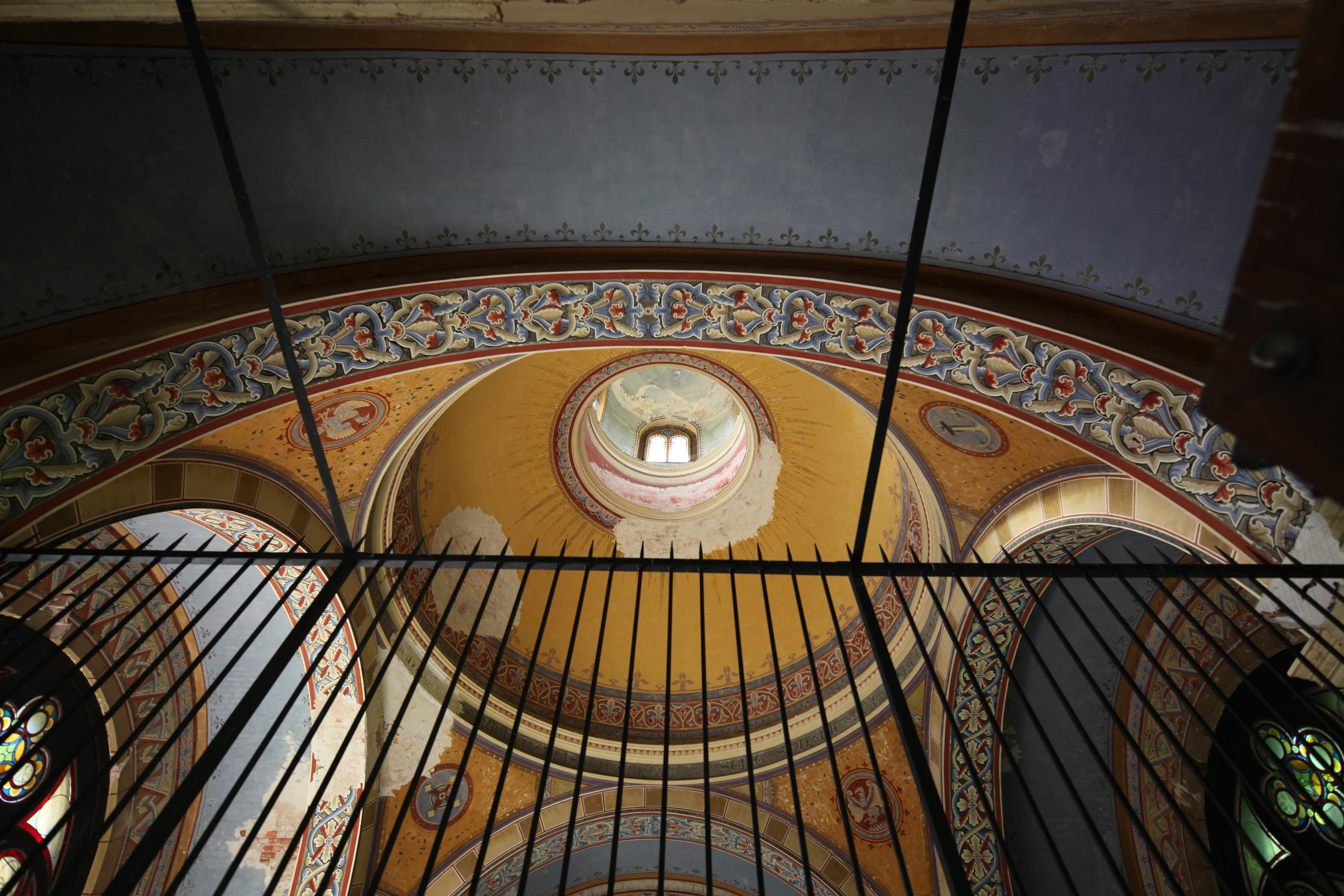
Kuppel

Das Mausoleum Ziegelsdorf ist die Begräbnisstätte des Freiherrn Hans Georg Friedrich Werner von Seebach. Das denkmalgeschützte Bauwerk  steht vollkommen zugewachsen in einem Wald, Schafholz genannt, auf einer Anhöhe südlich von Ziegelsdorf in Oberfranken und ist neben dem Herzoglichen Mausoleum am Glockenberg in Coburg eines von zwei Mausoleen im Coburger Land. Es liegt auf privatem Grund und Boden und ist der Öffentlichkeit nicht mehr zugänglich.

## Geschichte
In den 1800er Jahren wurde Carl von Seebach, preußischer Landrat a. D. aus Langensalza, Gutsherr und Eigentümer des Ziegelsdorfer Schlosses. Der letzte Nachkomme des Ziegelsdorfer Geschlechts derer von Seebach war der unverheiratete Werner von Seebach (* 2. Mai 1851; † 14. November 1895), der sich das Mausoleum südlich des Schlosses Ziegelsdorf für 150.000 Mark in einer Parkanlage mit Teichen und Wegen errichten ließ. Zur Fertigstellung des Bauwerks bei vorzeitigem Ableben und zur Übernahme der Pflege seiner letzten Ruhestätte vermachte er dem Gothaer Rennverein für Mitteldeutschland, dessen Mitglied der begeisterte Reitsportler war, testamentarisch 300.000 Mark. Im Jahr 1897, zwei Jahre nach seinem Tod, war das Mausoleum fertiggestellt.
Mit den Erträgen des Legats wurde bis 1913 das jährliche Seebach-Erinnerungsjagdrennen auf dem Gothaer Boxberg finanziert, damals eines der bestdotierten Hindernisrennen in Deutschland. Als auf dem Boxberg keine Pferderennen mehr stattfanden, musste 1923 das Kapital der Seebach'schen Stiftung, das durch die Inflation keinen Wert mehr hatte, laut Testament an das Johanniter-Krankenhaus Heiligenstadt ausgezahlt werden.
Spätestens ab 1945 kümmerte sich niemand mehr um die Begräbnisstätte. Der Park verwilderte und das Mausoleum litt unter Vandalismus und fehlendem Unterhalt. 1992 veranlasste schließlich der Freistaat Bayern die notwendigsten Sanierungsmaßnahmen an der Natursteinfassade und dem Dach des Baudenkmals. Zusätzlich wurde der Innenraum durch ein Gitter abgesperrt.

## Architektur
Die Grabeskirche ist als neuromanischer Zentralbau gestaltet und hat einen kreuzförmigen Grundriss. Den oberen Abschluss des etwa 17 Meter hohen Bauwerks bildet eine Kuppel, die von einer achtseitigen, pavillonartigen Laterne gekrönt wird. Den Fassadenabschluss bilden umlaufende rundbogige Blendarkaden. Auf der Ost- und der Westseite sind dreieckige Giebel von Fialen gekrönt, auf der Südseite befindet sich eine Apsis und auf der Nordseite der Zugang mit einer breiten Freitreppe, die in eine Vorhalle führt. Diese ist als eine vorne von drei Bögen auf Würfelkapitellen und runden, rotbraunen Granitsäulen getragene Altane gestaltet. Den oberen Abschluss bildet ein rankengeschmückter Giebel, der 1897 als Fertigstellungsjahr nennt. Im Innenraum hinter drei Holztüren steht mittig unter der Kuppel der steinerne Sarkophag mit einem schwarzen Marmordeckel und der Inschrift „Hier ruht in Frieden / Hans Georg Friedrich / Werner von Seebach / geb. 2. Mai 1851 / gest. 14. Nov. 1895“. In der fensterlosen Apsis dahinter stellt auf einem hohen Sockel eine lebensgroße Marmorstatue Christus dar, der segnend die Arme über den Sarkophag ausbreitet. Das Standbild ist ein Werk des Coburger Bildhauers August Sommer. Beidseitige, von Säulen unterteilte Fenster mit Maßwerk und bleiverglasten bemalten Scheiben sorgen für eine natürliche Beleuchtung. Der Innenraum ist mit neoromanischen Malereien geschmückt.
Rings um die Kuppelöffnung steht als Inschrift der Bibelspruch „Selig die reinen Herzens sind, denn sie werden Gott schauen, selig die Friedfertigen, denn sie werden Gottes Kinder heißen / Matth. 5.8.“.